# Ochsenauge (Fahrtrichtungsanzeiger)

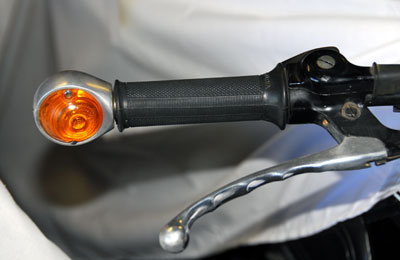
Ochsenauge

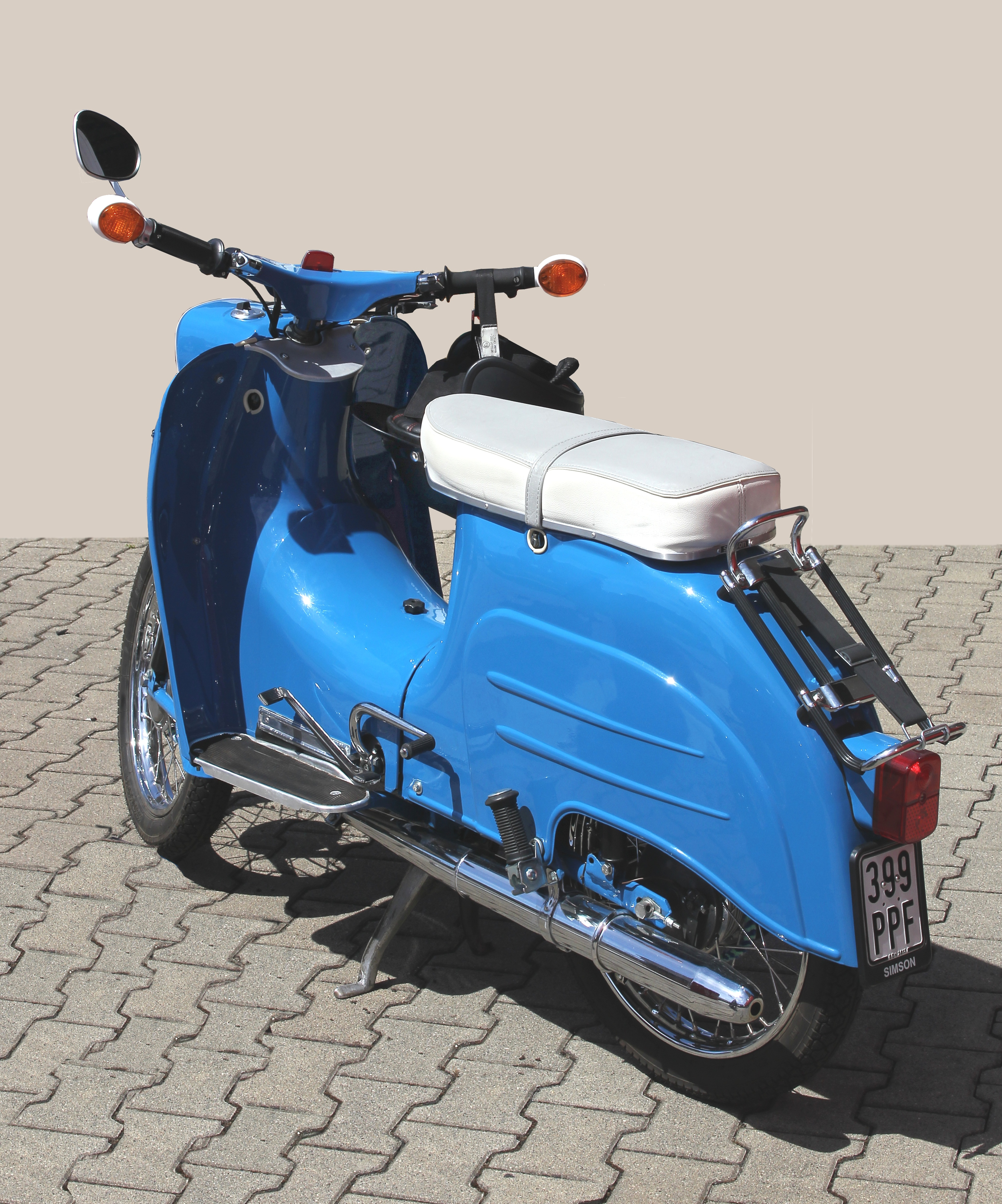
Simson Schwalbe mit Ochsenaugen

Als Ochsenaugen werden im Kfz-Technik-Jargon Fahrtrichtungsanzeiger an den Lenkerenden von Motorrädern bezeichnet.

## Geschichte und Technik
In Deutschland sind Fahrtrichtungsanzeiger mit gelbem Licht durch die StVZO bei Motorrädern ab der Erstzulassung 1. Januar 1962 vorgeschrieben. Die damalige Vorschrift ließ dem Hersteller offen, ob die Blinkleuchten paarweise vorn (Mindestabstand zwischen den Rändern der Lichtaustrittsfläche 340 mm) und hinten (Mindestabstand zwischen den Rändern der Lichtaustrittsfläche 240 mm) oder nur mit einem am Lenkerende angebrachten Paar (Mindestabstand von 560 mm zueinander) montiert wurden. Die paarweise angebrachten Blinkleuchten an der Rückseite durften bis Erstzulassung 1. Januar 1970 rotes Licht abstrahlen. Während japanische Hersteller wie Honda, Kawasaki, Suzuki und Yamaha, amerikanische Produzenten wie Harley-Davidson oder britische und italienische Hersteller bei ihren Modellen stets zwei Paar Fahrtrichtungsanzeiger vorn und hinten verwendeten, hat insbesondere BMW für den deutschen Markt bei den ab 1960 gebauten Modellen R 50/2, R 60/2 und R 69 S serienmäßig nur „Ochsenaugen“ am Lenkerende angebracht. Ab der „Strich-Fünfer-Baureihe“ (ab 1969) wurden bei BMW keine Ochsenaugen mehr verwendet. Das Krad der Bundeswehr, die Hercules K 125 BW, wurde von 1970 bis 1984 mit Ochsenaugen ausgerüstet. Auf dem zivilen Markt hatte in der Bundesrepublik Deutschland bis 1976 Zündapp KS 125 (Typ 521) Ochsenaugen. MZ, ein Motorradhersteller der DDR, verwendete bei den Modellreihen MZ ES (1962 bis 1978) und MZ ETS (1969 bis 1973) ebenfalls Ochsenaugen, ebenso wie Simson an den Kleinkrafträdern der Vogelserie (1964 bis 1986). 
Durch die 1984 erfolgte Einfügung von Absatz 1a in § 54 der StVZO durften hintere lichttechnische Einrichtungen nicht mehr an beweglichen Teilen angebracht sein, während die nach vorn wirkenden Fahrtrichtungsanzeiger an beweglichen Fahrzeugteilen angebaut sein dürfen, „wenn diese Teile [nur] eine Normallage (Betriebsstellung) haben“. Zu den im Zubehörhandel im Zuge der Nostalgie angebotenen „Ochsenaugen“ sind damit zusätzlich hinten zwei fest angebrachte Fahrtrichtungsanzeiger (mit Kennziffer 12) in einer Höhe zwischen 350 und 1200 mm anzubringen. Vor Erstzulassung 1. Januar 1987 sind weiterhin nur zwei Ochsenaugen am Lenker als alleinige Fahrtrichtungsanzeiger am Motorrad zulässig. Blinker am Lenkerende können durch eine 21-Watt-Halogenlampe (klassische Ochsenaugen) oder als Leuchtdioden (4 bis 7 Watt) mit ECE-Prüfzeichen oder Bauartgenehmigung ausgeführt sein. 

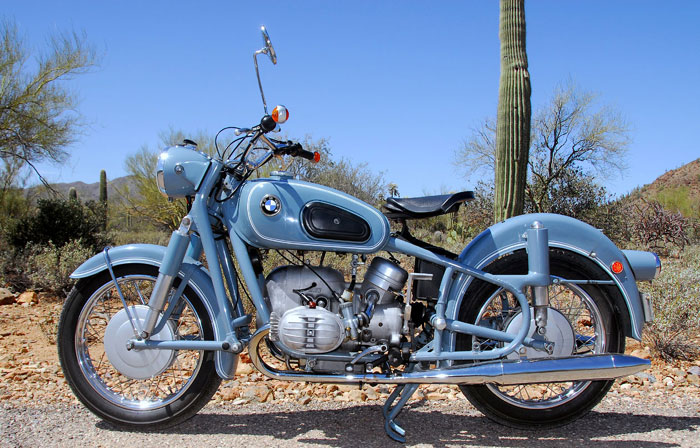
BMW R 50/2 (1960 bis 1969)
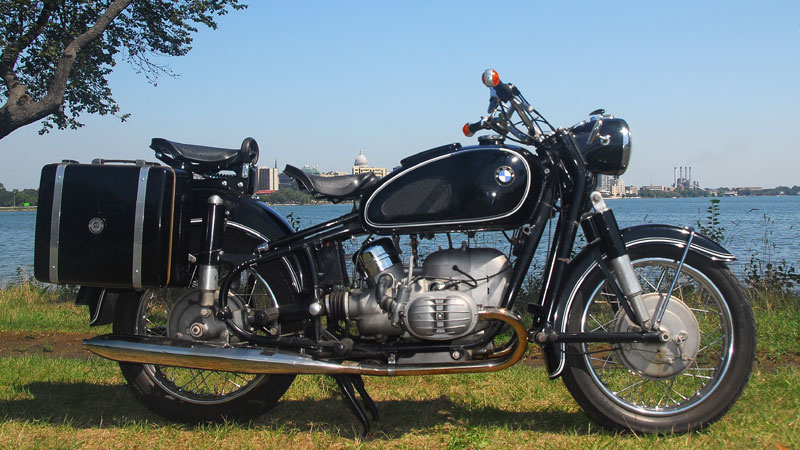
BMW R 60/2 (1960 bis 1969)
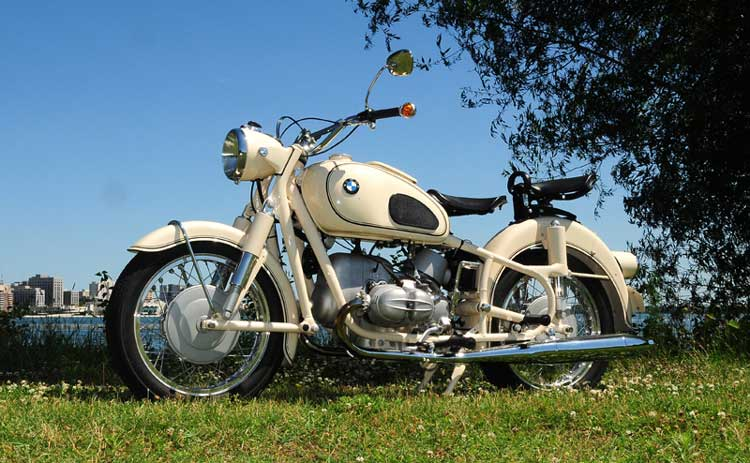
BMW R 69 S (1960 bis 1969)
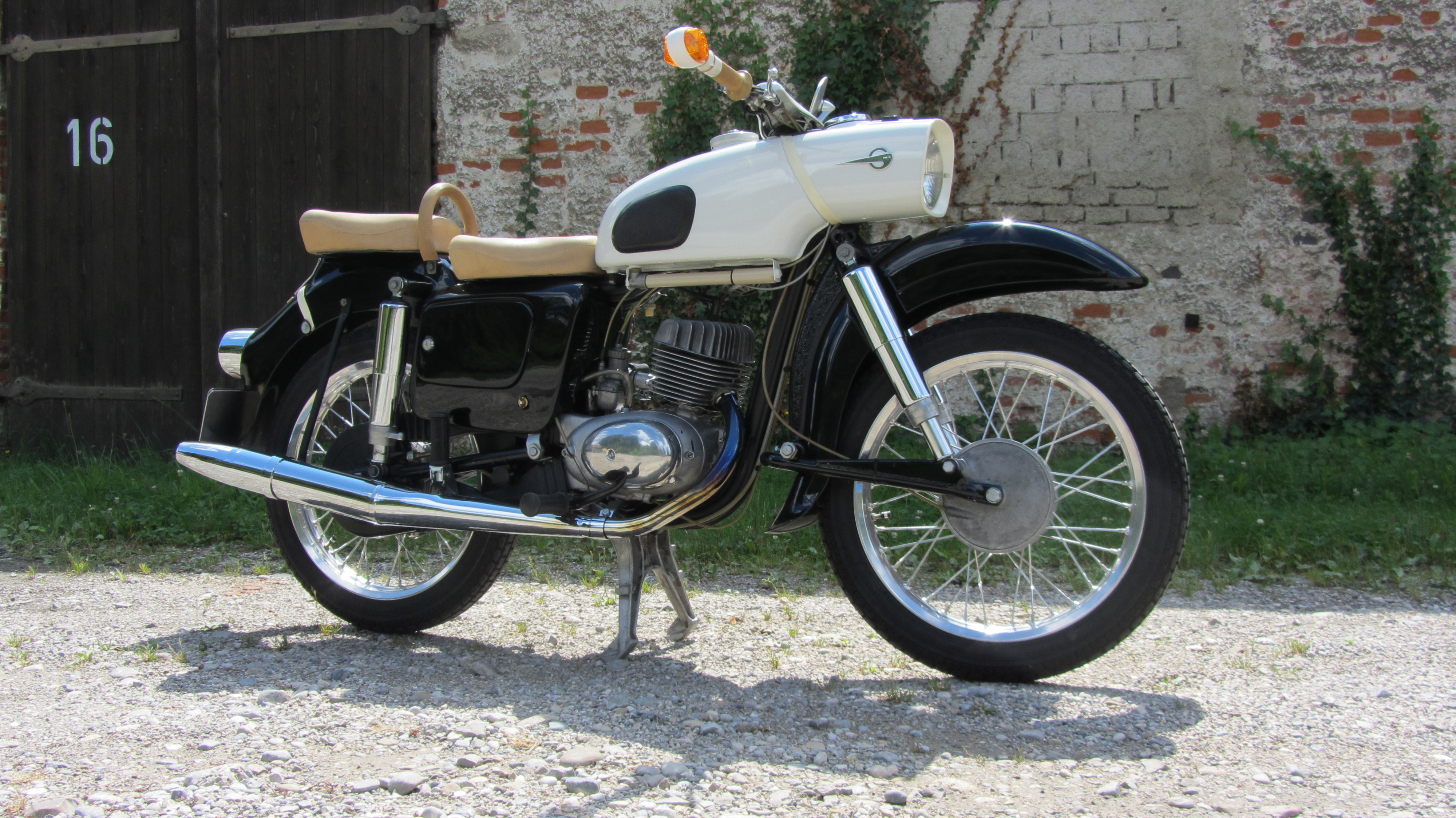
MZ ES 150 (1962 bis 1975)
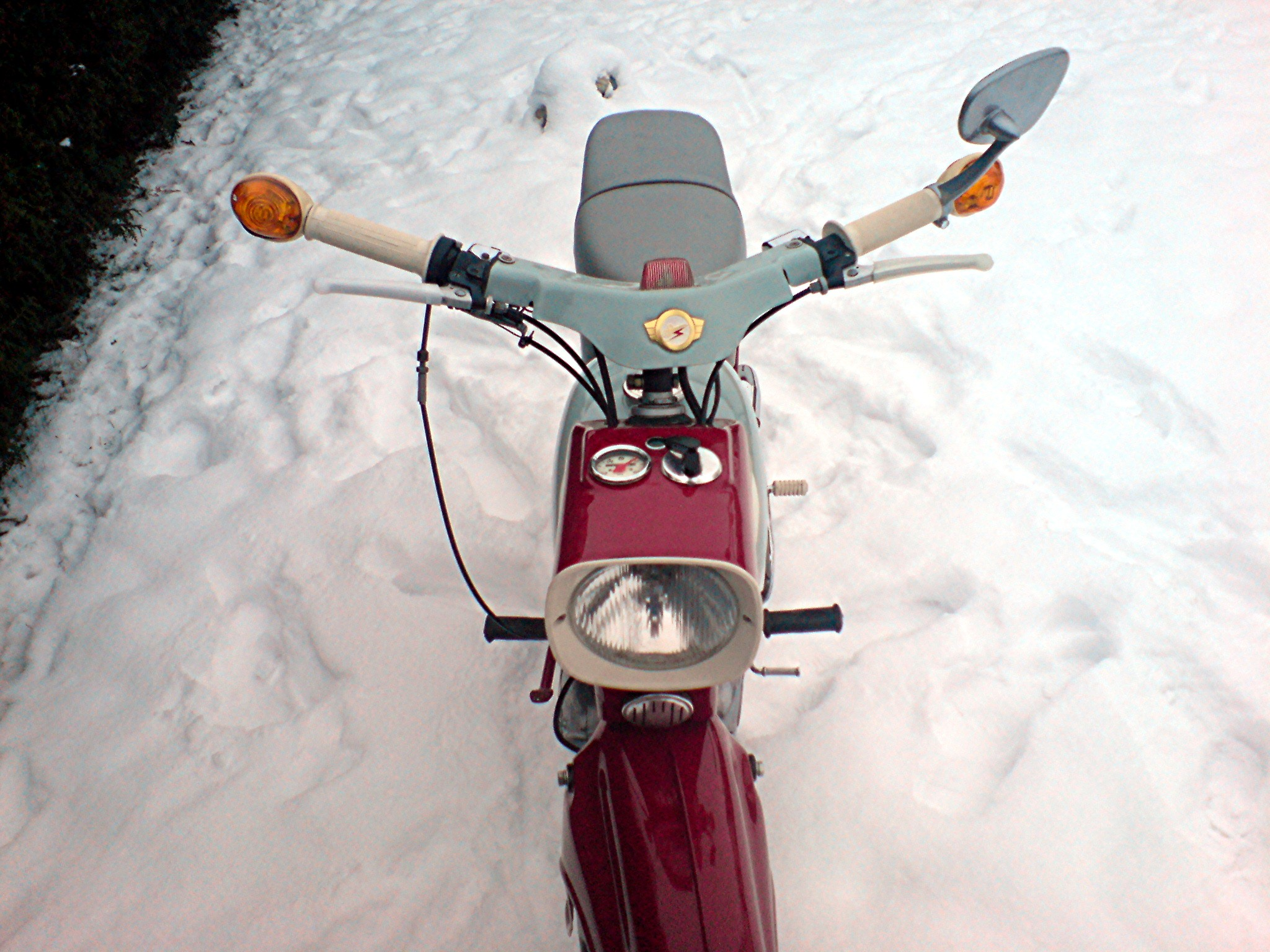
Simson SR4-2 Star (1964 bis 1975)
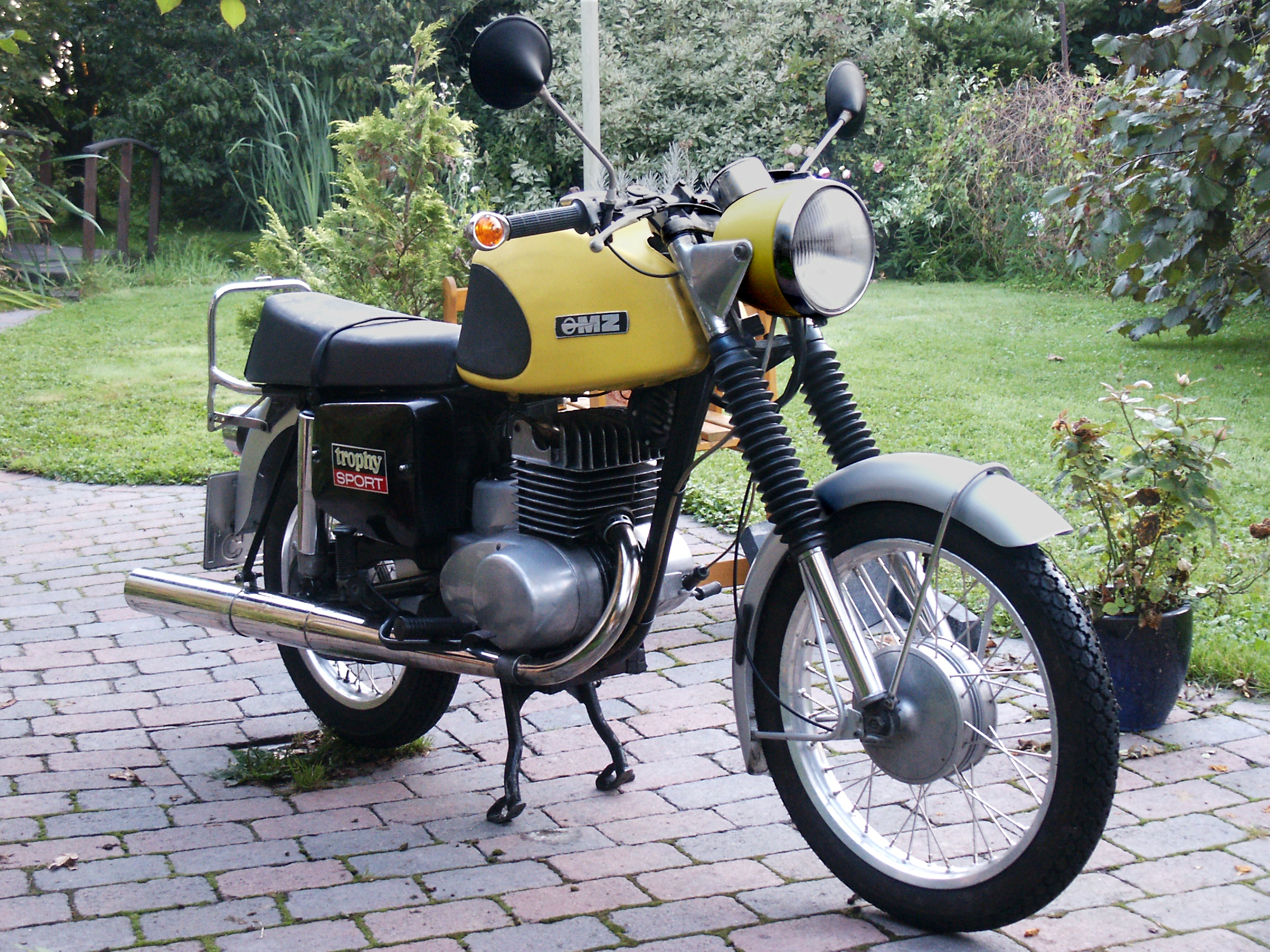
MZ ETS (1969 bis 1973)
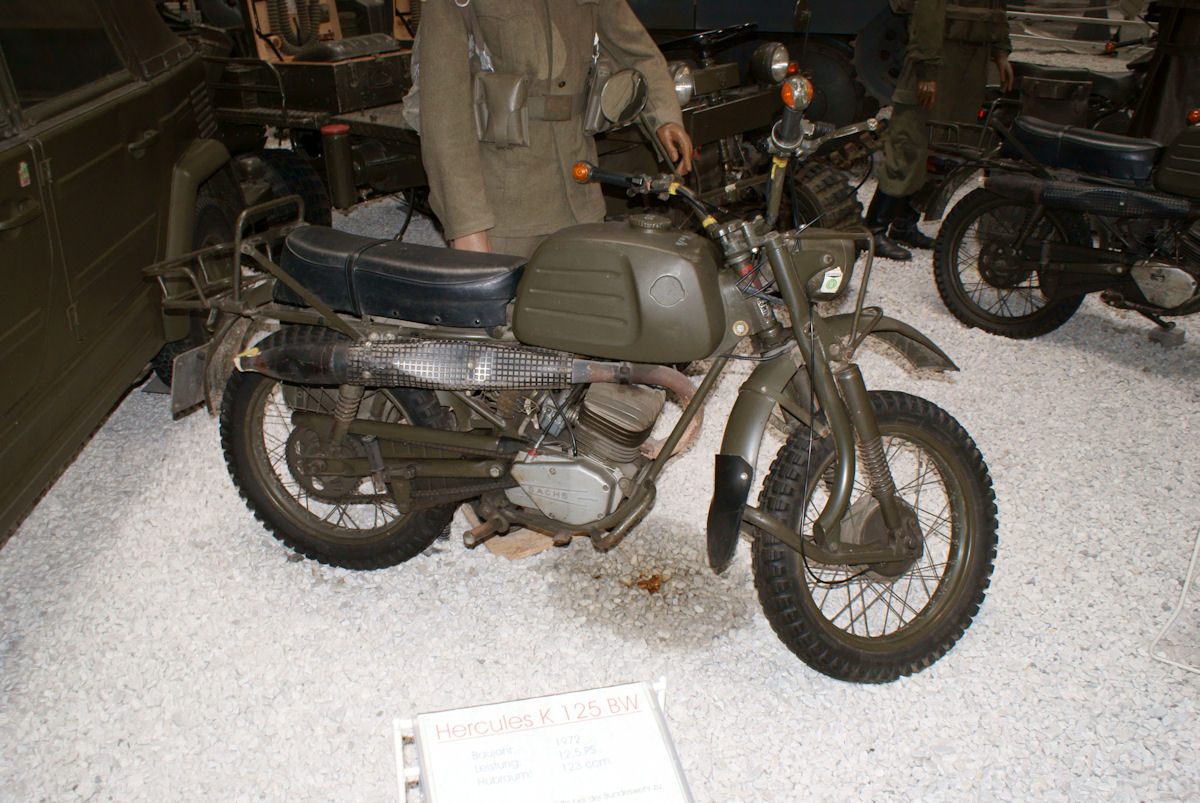
Hercules K 125 BW (1970 bis 1984)
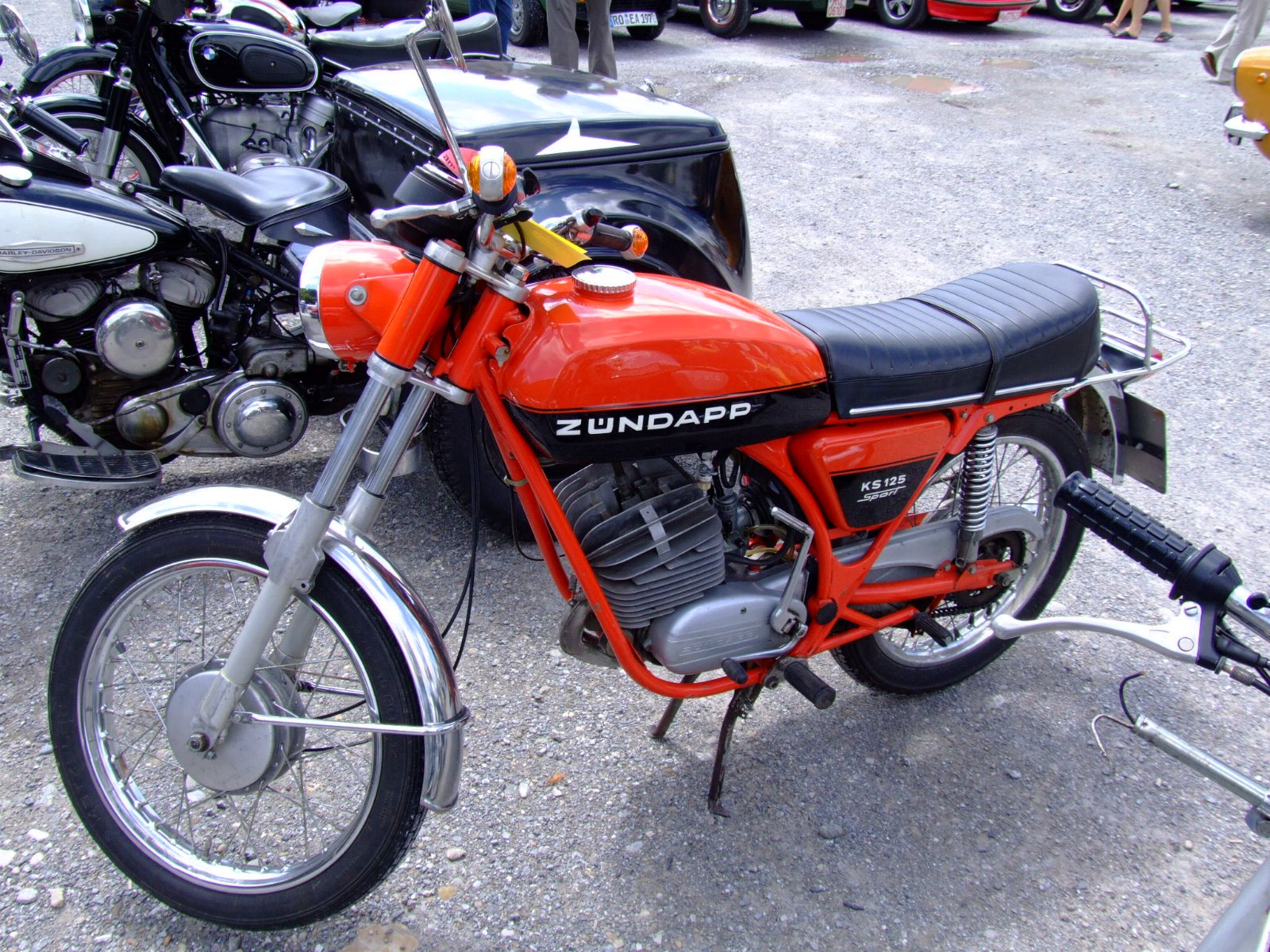
Zündapp KS 125 Sport (1971 bis 1976)